# American Mary
American Mary ist ein kanadischer Body-Horror-Film der Zwillinge Jen und Sylvia Soska. Die Rolle der Mary Mason schrieben sie extra für ihre Hauptdarstellerin Katharine Isabelle. Die durch Ginger Snaps bekannte kanadische Schauspielerin verkörpert hier eine zur Chirurgin ausgebildete Medizinstudentin, die durch bizarre Körpermodifikationen ihre Geldsorgen lösen möchte. Als sie jedoch ihr Studium nach einem heftigen Übergriff abbricht, greift sie in dem blutigen Rape-and-Revenge-Film auch aus Rache zum Skalpell.
American Mary ist als Vertreter des Body Horror ein Horrorfilm mit Thrillerelementen und schwarzem Humor.

## Handlung

### Auftakt
Der Film beginnt zu den Klängen von Schuberts Ave Maria, als die Medizinstudentin Mary Mason ihre chirurgischen Grundkenntnisse anwendet und daheim einen gerupften Truthahn aufschneidet und zunäht. Mary braucht dringend Geld für die Raten ihres Studienkredits und besucht daher eines Abends einen Stripclub, um sich dort als Tänzerin anzubieten. Als Billy Barker, der Clubbesitzer, in ihrem Lebenslauf liest, dass sie ihr Chirurgiestudium bereits praktisch abgeschlossen hat, fragt er Mary, ob sie interessiert sei, schnell und diskret 5000 $ auf die Hand zu verdienen. Im Keller seines Clubs liegt ein blutüberströmter Mann mit einer stark blutenden Schnittwunde, der offensichtlich in Lebensgefahr schwebt. Für das Geld soll Mary ihn retten, ohne groß Fragen zu stellen. Mary nimmt das Geld an, hat aber zunächst einige Probleme damit, offensichtlich für Kriminelle gearbeitet zu haben und ist geschockt von dem entsetzlich zugerichteten Patienten, der offenbar gefoltert worden war.

### Umorientierung
Wenige Tage nach diesem traumatischen Erlebnis erhält sie nacheinander mehrere Anrufe auf ihr Handy, von einer Frau, die sich nicht abwimmeln lässt. Die Anruferin, Beatress Johnson, hat von Marys unkonventionellem Einsatz gehört und drängt Mary, sie in einer delikaten Angelegenheit als Chirurgin zu unterstützen. Beatress, die für Billy als Tänzerin arbeitet, hat bereits zahlreiche plastische Eingriffe hinter sich, um optisch der Zeichentrickfigur Betty Boop möglichst ähnlich zu sehen. Sie bietet Mary 10.000 $ für eine heimlich durchzuführende Operation an ihrer Freundin Ruby Realgirl an. Die Operation soll in einer, nachts verlassenen, Tierklinik stattfinden. Ruby, die bereits zahlreiche Operationen hinter sich hat, will ihr Aussehen dem einer menschlichen Puppe angleichen, konnte aber bislang keinen Chirurgen für ihr "Projekt" finden. Ruby wünscht die Entfernung ihrer Brustwarzen und möchte darüber hinaus, dass ihre Vulva teilweise zugenäht wird. Die blonde Modedesignerin möchte optisch in eine Schaufensterpuppe verwandelt werden, in der Hoffnung, künftig als Kunst- und nicht mehr als Sexualobjekt wahrgenommen zu werden. Mary führt die Operation durch, weil sie das Geld dringend benötigt und von Rubys ehrlichem Wunsch nach dieser drastischen Veränderung überzeugt ist. So lernt Mary Mason die bizarre Welt extremer Körpermodifikationen kennen.

### Spezialisierung
Während einer von Dr. Walsh organisierten Party mit anderen Chirurgen erhält Mary in einem Drink K.-o.-Tropfen. Ihr eigener Universitätsdozent, Dr. Alan Grant, vergewaltigt sie in einem Nebenraum und filmt die Bewusstlose dabei. Am nächsten Tag wird Mary klar, dass sie ihr Studium nicht abschließen wird und sie bittet Billy Barker darum, Dr. Grant für sie zu entführen. Bevor sie Rache nimmt, indem sie diverse extreme Spielarten der Body Modification, von denen sie auf Rubys Website erfahren hat, nimmt sie ein ärztliches "Aufklärungsgespräch" vor, in dem sie ihrem ehemaligen Dozenten detailliert erklärt, was sie alles mit ihm vor hat. Da sie die beliebtesten chirurgischen Eingriffe des Fachgebietes wie Zungenspaltung, Modifizierung der Genitalien und Amputationen durchführen möchte, stellt sie ihm 14 Stunden Operationszeit in Aussicht, während sie das Narkosemittel spritzt.
Als Mary tags darauf auf der Straße von einem Polizei-Detective mit dem Namen Dolor (Schmerz) angesprochen wird, der dem Verschwinden von Dr. Grant nachgeht, tut sie so, als wisse sie von nichts. Dolor macht jedoch den Fehler, den Namen von Dr. Walsh zu nennen, der ihm eine Liste von jungen Frauen gegeben hat, die etwas gegen Grant haben könnten.
Sie trifft auch Beatress wieder, die sie einmal mit in Rubys Wohnung nimmt, wo die erstaunte Mary erfährt, dass Ruby nicht nur "viele Freunde" sondern auch einen Ehemann hat. Durch die Operation, die sie bei Ruby durchgeführt hat, wird Mary von neuen Interessentinnen besucht. Ihre Gäste sind Berliner Zwillingsschwestern im Gothic-Look, die Korsett-Piercings mit Schnürung am Rücken tragen und von den Regisseurinnen Jen und Sylvia Soska gespielt werden. Begleitet von der Musik von “I Want Your Body, You Want My Body” führt sie die besondere Operation mit Hilfe eines Assistenten durch. Bemerkenswert sind dabei auch die Outfits, in denen "Bloody Mary", wie sie mittlerweile von ihren Kunden genannt wird, ihrem Job nachgeht.
Später besucht Mary noch Dr. Grant, den sie in einer Garage versteckt hat. Mittels Body-Suspension hängt der Arm- und Beinamputierte an der Decke; für künstliche Ernährung ist ebenfalls gesorgt. Nach der mit viel schwarzem Humor durchgeführten "Visite" macht Mary noch einige Aufnahmen für ihre neue Website von ihm. Dabei wird Mary von einem Wachmann überrascht und kurz niedergeschlagen. Sie kommt jedoch – während der Uniformierte Grant von der Decke löst – zu sich und prügelt den Wachmann zu Tode.

### Eskalation
Kurz darauf spricht Detective Dolor erneut bei Mary vor. Es geht um die mittlerweile aufgetauchten Vergewaltigungsvideos, die Dr. Walsh von diversen Opfern verbreitet hat. Dolor deutet an ihr helfen zu wollen, falls sie unter den Opfern ist. Mary, die in ihrer Benommenheit und späteren Bewusstlosigkeit die Kamera nicht bemerkt hat, weiß nun, dass sie vermutlich auch gefilmt wurde. Trotzdem sagt sie nur, Grant sei als Universitätsdozent sehr fordernd gewesen, besonders gegenüber leistungsstarken Studenten wie ihr.
Mary fragt Billy, ob er ein Video von ihr gesehen hätte. Obwohl er dies verneint, lügt er vermutlich, denn er bringt Dr. Walsh in seine Gewalt und prügelt heftig auf ihn ein. Billy scheint sich in Mary verliebt zu haben und glaubt, ihr so einen Gefallen zu tun.
Doch es gibt noch jemanden, dem das Ergebnis ihrer Arbeit nicht gefällt: Rubys Ehemann, der offenbar nicht in die Umgestaltungspläne seiner Frau eingeweiht war, sucht Beatress auf und foltert sie, bis sie ihm Marys Adresse verrät. Er erwartet sie mit einem Messer in ihrem dunklen Appartement mit angrenzendem Operationssaal. Ein Stich in die Brust und Mary geht blutend zu Boden. Es gelingt ihr zwar noch ihn zu töten, aber sie selbst ist schwer verletzt und kriecht, eine breite Blutspur nach sich ziehend, in ihr Operationszimmer. Hier schließt sich der Kreis: zu Beginn nähte sie einen Truthahn und am Ende sich selbst, während wieder Schuberts „Ave Maria“ erklingt.

## Produktionsnotizen
Der Film wurde mit geringem Budget in nur 15 Tagen in Katharine Isabelles Heimatstadt Vancouver gedreht und erlebte seine Weltpremiere am 27. August 2012 im Rahmen des London FrightFest Film Festival. Am 18. Oktober 2012 lief der Film im heimatlichen Kanada an. In Deutschland kam der Film am 28. März 2013 auf DVD heraus.
Die Regisseurinnen haben im Film einen Auftritt als Zwillingsschwestern aus Berlin, die im Bereich der Body Modification einer sehr spezielle Art der Verbindung miteinander anstreben, die weit über ein paar transdermale Implantate hinausgeht.

## Auszeichnungen
Sowohl Hauptdarstellerin Katharine Isabelle, als auch die Regisseurinnen Jen und Sylvia Soska haben für American Mary, zwischen 2012 und 2014, auf Spezialfestivals eine Fülle von Auszeichnungen und noch mehr Nominierungen erhalten:
- Toronto After Dark Film Festival: unter anderem Beste Regie, Beste Hauptdarstellerin (Katherine Isabelle), Beste Kameraarbeit
- Screamfest: Bester Film, Beste Regie, Beste Hauptdarstellerin, Beste Kamera, Bestes Makeup
- Fright Meter Awards: Beste Hauptdarstellerin, Bestes Drehbuch
- Fangoria Chainsaw Awards: Beste Hauptdarstellerin
- Brüssels Internationales Festival des Fantasy Films: Silberner Rabe für Jen und Sylvia Soska
- Austin Fantastic Fest: spezielle Erwähnung von Katherine Isabelle

## Kritiken
American Mary wurde von den Kritikern der Mainstreammedien kontrovers diskutiert, erhielt auf spezialisierten Plattformen, die sich vornehmlich mit Horror und/oder Body Horror befassen, jedoch durchgehend positives Feedback. Auf Rotten Tomatoes überwiegt die Zustimmung der Kritiker mit 62 Prozent.

„American Mary … kombiniert Blut, stilles Grauen, feministische Überzeugung und visuellen Klassizismus …“

„Der polierte Film ist unterhaltsam genug, um abgestumpften Horror-Fans zu gefallen.“

Auf Horrormagazin.de heißt es: „Dieser Film ist über weite Strecken unterhaltsam und witzig. Er zeigt, dass man die ansonsten eher sinnfreien Subgenres mit den erquicklichen Namen „Torture Porn“ und „Rape & Revenge“ auch intelligent bedienen kann. Das haben hier die beiden Regisseurinnen geschafft. Mit viel schwarzem Humor stoßen sie den Zuschauer in eine völlig abstruse Welt von Fetischisten“.
Auf filmstarts.de heißt es: „Horrorfilme leben von der delikaten Balance zwischen Faszination und Abscheu: So extrem die Gewaltexzesse auch sind, so gnadenlos die Verstörung – ohne die Anziehungskraft des Absonderlichen geht es nicht. Die besseren Horrorfilme verhandeln oft auch Fragen nach Normen, nach akzeptablem und Grenzen überschreitendem Verhalten. So auch der von den Zwillingen Jen und Sylvia Soska inszenierte American Mary. Die Regisseurinnen lassen ihre Hauptfigur tief in die bizarre Welt der „body modification“ eintauchen. Das Ergebnis ist über weite Strecken ein seltsam kühles, atmosphärisches Meisterstück, dem allerdings zum Ende hin die Luft ausgeht.“
Auf Filmbesprechungen.de ist zu lesen: „Die Stimmung ist gleichermaßen düster wie heiter. Horror und Heiterkeit kommen gut miteinander aus, aber es ist eine Kunst, sie miteinander harmonisieren zu lassen. Den Soskas gelingt der Drahtseilakt. (…) Wieder ist es Katherine Isabelle, in deren scheinbar unbewegter Miene sich eine breite Palette oft widerstrebender Gefühle erkennen oder projizieren lässt. Obwohl an drastischen Effekten nicht gespart wird, stehen sie nicht im Vordergrund oder ersetzen gar die Story.“
Thrill & Kill schreibt: Horrorfilme greifen bekanntermaßen gerne die unglücklichen Eingriffe des Menschen in die Natur auf. Die Spannbreite reicht dabei von Klassikern wie Mary Shelleys FRANKENSTEIN bis zu moderner Gentechnologie à la SPLICE. Die meisten Filme bewegen sich im Bereich des Übernatürlichen, der Fantasy oder der Science Fiction. AMERICAN MARY tut dies nicht, auch wenn es hier um eine erfundene Geschichte handelt, wähnt man sich stets allzu nahe an der Realität. (...) Einerseits ist Mary die beste Femme Fatale seit THE WOMAN, andererseits erahnt man ihre Schwächen und erlebt sie auch in dunklen Momenten. Die einwandfreie Charakterzeichnung setzt sich auch in den Nebenfiguren fort. Darüber hinaus ist das Werk eine einzige Freakshow: Schönheitswahn steht im Vordergrund, allerdings selten im klassischen Sinne, sondern so, wie uns jene Menschen lehren, die wir meist nur aus den Boulevardmagazinen kennen. Wertung der Redaktion 9 von 10 Punkten.